# 株式会社の監査等に関する商法の特例に関する法律
株式会社の監査等に関する商法の特例に関する法律（かぶしきがいしゃのかんさとうにかんするしょうほうのとくれいにかんするほうりつ、昭和49年4月2日法律22号）は、株式会社に対する規模に応じた規制や手続、制度に関する法律で、商法に対する特別法である。通称、商法特例法（しょうほうとくれいほう）、さらに略されて特例法と記述されてもいた。制定当時は監査特例法と通称されたが、その後、監査以外についての規定が次々と追加されていったため、商法特例法と呼ばれるようになった。
2005年の商法改正においては、商法から会社に関する条項を分離させて新たに「会社法」を制定し、商法特例法で規定されてきた条項は「会社法」に盛り込み、商法特例法は廃止された。（2005年7月26日公布。2006年5月1日施行。）
以下の記述は、廃止時点の本法についてのものである。

## 概要と立法趣旨
商法特例法は株式会社に対して、その会社の規模に応じた規制や手続、制度を定めた法律であった。後に詳述するが、重要財産委員会、監査役会制度、監査法人等の導入、書面によって株主総会での議決権を行使する制度（書面投票制度）、委員会等設置会社制度などが規定されている。
まず、会社の規模に応じた規制が設けられた理由から説明する。株式会社は本来、社会に散在する遊休資本を結集して大規模な事業を営むことを目的とする企業形態である。商法の規定はこうした目的を前提にしており、市場を通じて資金を調達し比較的大規模な経営を行う企業を想定した会社制度を設けている。しかし日本における株式会社は小規模な個人企業が法人化したものが多い。平成15年の時点で日本には114万社の株式会社があるが、そのうち証券取引所に株式公開している会社は2700社ほどで、店頭市場に株式を公開している会社も940ほどしかなく、その他は全て株式を公開する必要がないような中小企業、つまり商法が株式会社として予定していないほどに小規模な企業である。
注：「店頭市場」は、ジャスダックが証券取引所になった2004年をもって消滅した。
こうした小規模会社に大企業を想定した商法の規定をそのまま適用しても規制が無視されることもしばしばであるため無駄であり、会社にとっても過大な負担である場合が多い。例えば株式会社である零細企業のうち株主総会の手続を遵守している場合は少ない。このような小企業のためには既に有限会社という企業形態も用意されていたが、株式会社というネームバリューのためか、あえて株式会社の形態を採る小規模企業も後を絶たなかった。そこでそのような小規模な株式会社にも本来の商法の規定より簡易な規制をすることが適切であると考えられるようになった。
他方、経済発展に伴い非常に大規模な事業を行い多数の者と利害関係を持つ大企業が発生した。このような企業にはその社会的影響の点から通常の会社より厳格な規制をする必要がある。
以上のような社会の実情に配慮して制定された商法特例法は、株式会社をその規模に応じて大会社と小会社（と、そのいずれにも属さない通称・中会社）に分類し、それぞれに適した法規制を行うことを意図したものであった。法の制定当初は、監査役会制度の創設といったように会社の監査（特に会計監査）制度の整備がその目的であった。しかし後に、重要財産委員会や委員会等設置会社などの規定が盛り込まれ、会社の経営適正化とともに経営合理化に関する特例をも規定することとなった。

## 大会社と小会社
商法特例法は資本の額、または負債総額によって株式会社を大会社（だいがいしゃ）と小会社（しょうがいしゃ）に分け、その実体に応じて異なる規制を設けていた。大会社と小会社のどちらの要件にも当てはまらない会社を中会社という（規定上、中会社という言葉はない）。以下に大会社、みなし大会社および小会社の要件を示す。
大会社資本の額が5億円以上または最終の貸借対照表上で負債の部に計上した金額が200億円以上である株式会社（商特法1条の2第1項）。
みなし大会社大会社の要件は満たさないが、資本の額が1億円を超えており、かつ大会社としての規制を受ける旨定款に定めた株式会社（商特法2条2項）。その名の通り大会社とみなされるので、商法特例法上の大会社と同じ規制を受けることになる。ただし全て同じというわけではなく、連結計算書類に関する規定や書面投票制度についての規制は適用を受けない。
小会社資本の額が1億円以下の株式会社で負債が200億円未満である株式会社
大会社は監査に関して商法の規制とは異なる規制を受けることとなる（多くの場合、規制が強化されている）。また、重要財産委員会を設けたり委員会等設置会社となるには大会社でなくてはならない。一方、小会社は主に監査の面において規制が簡素化されている。なお、日本の株式会社は本来予定されている規模よりも遥かに小さい中小企業が多く、ほとんどの会社が「小会社」となる。

## 大会社に関する特例
前述のように、大会社においては経営適正化のために監査制度を中心として規制が強化されている。また、経営合理化のための制度も利用することができる。

### 取締役会に関する特例（重要財産委員会）
大会社またはみなし大会社のうちで取締役が10名以上おり、その内1名以上の社外取締役がいる場合には重要財産委員会を設けることができる（1の3第1項1号、2号）。日本の大企業では取締役会が肥大化する傾向にあり、意思決定の速度が遅くなりがちであった。そのため経営委員会や常務会といった比較的少数の取締役を集めた会議体を設けて経営の迅速化を図る例が多くなった。その一方で取締役会はそこで決まったことについて承認を与えるのが通常となり、実質的にその権限が委任された形になった。しかしこれら少数の取締役らによる会議体は商法上に根拠がないため、法的な責任の所在や権限が曖昧である。そこでこれらについて法的な枠組みを与えたのが重要財産委員会である。
重要財産委員会は、商法260条2項1号、2号に規定された重要な財産の処分、譲受け、多額の借財のうち、取締役会の決議によって委任された事項を決定することができる機関であった。これにより迅速な経営判断を可能とするのが狙いである。その一方で取締役会の監督機能を担保するなどして適正な経営を確保するための規制も設けられた。すなわち、重要財産委員会で決まったことは取締役会へ報告しなければならず、監査役の出席義務・意見陳述権など取締役会に関する規定が準用されている。
なお、21条の36第4項で重要財産委員会に関する規定が適用されない旨が規定されているため、重要財産委員会制度と委員会等設置会社制度（後述）は両立し得ない制度であった。

### 監査に関する特例
大会社およびみなし大会社では監査に関して特別の規制を受ける。大まかに言って、会計監査法人の選任と監査役会の構成が要求されている。
まず、通常の監査役の他に公認会計士または会計監査法人を会計監査人として選任しなければならない（2条）。一方、通常の監査役を3名以上おかなければならず、これらによって監査役会を構成させることとした（18条1項）。さらに、そのうちの一人から常勤監査役を互選で選出させて監査の実質化を図り、監査役会を構成する監査役の半数以上は社外監査役でなければならないとして公正の維持を目指した。ここでいう社外監査役というのは、過去一度もその会社やその会社の子会社で取締役や従業員などになったことがない者でなくてはならない。

### 議決権行使に関する特例
大会社であって、株主総会での議決権を持つ株主が1000人以上いる場合には株主総会での議決権行使に関して、二つの特別な規定がある。一つは、株主総会の招集通知を送る際にはその総会で議決権を行使する際に参考となる書類も送らなくてはならないという規制である（21条の2）。もう一つは、書面による議決権の行使（書面投票制度）である。この規定の適用を受ける大会社でなくても書面投票制度の導入は不可能ではない。しかし一般の株式会社では取締役会で書面投票ができるという旨の決議をしていなければならない（商法239条の2を参照）。これに対して、この特例が適用される大会社では取締役会における決議の有無にかかわらず、書面投票によって議決権を行使することが可能である。
なお、この規定はみなし大会社には適用されない。

### 委員会等設置会社
大会社は委員会等設置会社という経営形態を採ることができた。詳しくは委員会等設置会社のページを参照。なお、21条の36第4項で重要財産委員会に関する規定が適用されない旨が規定されているため、委員会等設置会社は重要財産委員会を設けることはできない。

## 小会社に関する特例
小会社においては前述のような考慮から、規制が大幅に緩和されていた。まず監査役の権限が会計監査のみに限定され、それに伴っていくつもの商法の規定が適用されないこととされた（22条、25条）。その他にも25条によって多くの規定が適用除外の対象とされ、規制が簡素化されていた。